# Endrinal
Endrinal és un municipi de la província de Salamanca, a la comunitat autònoma espanyola de Castella i Lleó.